# エッフィギア
エッフィギアあるいはエフィギア（Effigia）は、三畳紀後期のニューメキシコに生息していた主竜類。恐竜ではない。

## 概要
属名Effigiaはギリシア語で「幽霊」の意で、模式産地のゴーストランチに由来する。
模式種の種小名okeeffeaeは、ゴーストランチで活動した女性画家ジョージア・オキーフへの献名。
分類上は偽鰐類のシュヴォサウルス科に属し、ワニ類に近縁である。体長は2-3メートル前後。両手には鉤爪があり、顎には嘴があった。植物食だったようである。
本種は恐竜に酷似している。特に、2本の後ろ足で歩行する、バランスを保つための長い尾を持つ、等といった特徴は獣脚類によく似ている。これは収斂進化の一例だとみなされている。

## 画像

人間とのサイズ比較
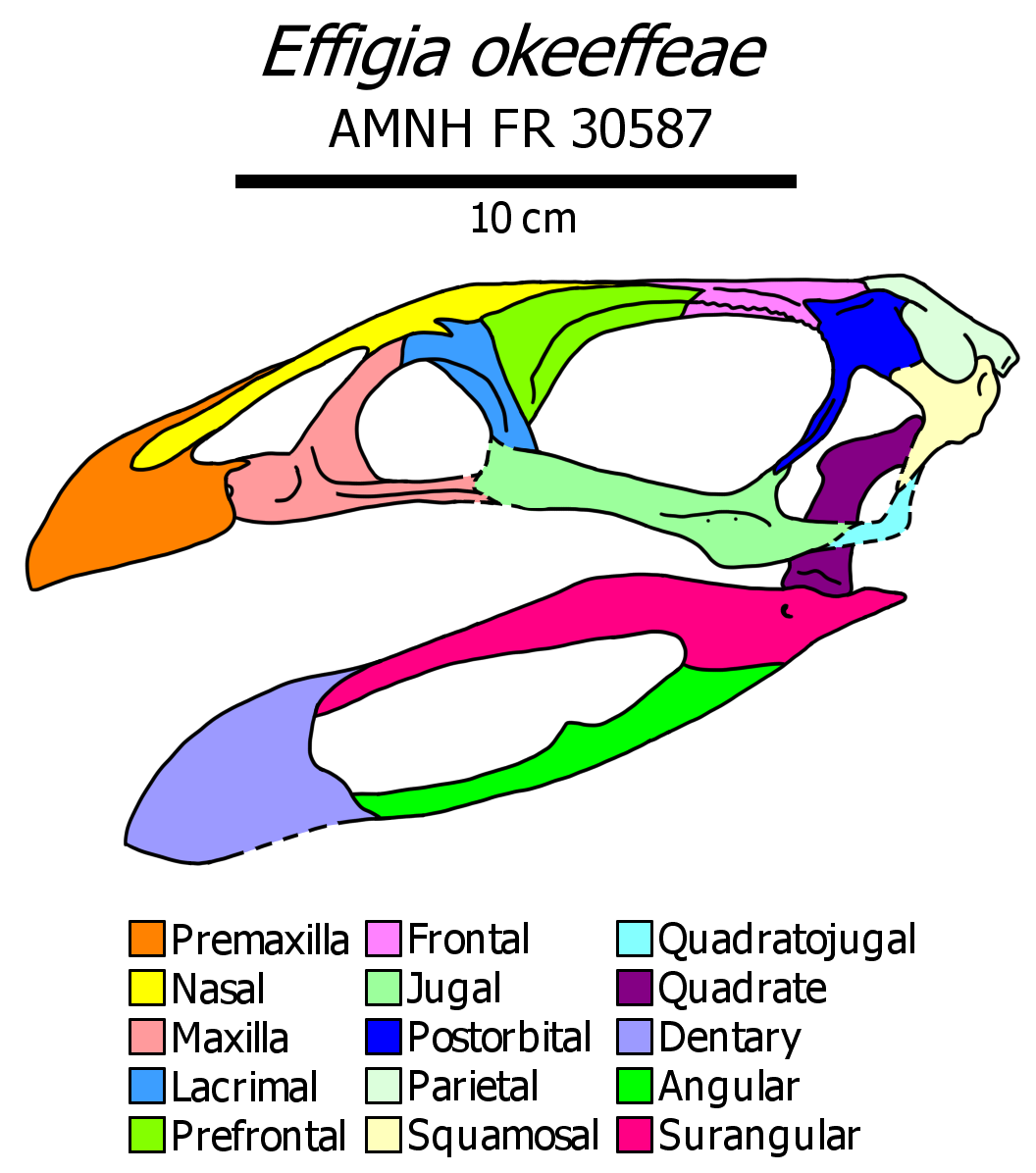
頭骨